# 杨仲绪
杨仲绪（6世纪—615年），涿郡（郡治蓟县，今北京城西南）人，隋末民变幽州起义领袖。
隋炀帝大业十一年（615年）二月戊辰，幽州豪帅杨仲绪举兵起义，率众万馀人，进攻北平郡城（郡治新昌县，今河北省卢龙县），被隋朝滑国公李景统军击败，杨仲绪战死，起义失败。